# Благовещенская башня
Благове́щенская ба́шня (также именовалась «темницей на Житном дворе») — башня южной стены Московского Кремля, расположенная между Водовзводной и Тайницкой башнями. Название сооружения связано с иконой «Благовещения Пресвятой Богородицы», которая, по преданию, чудесным образом проявилась на северной стене башни в период правления Ивана Грозного.

## История

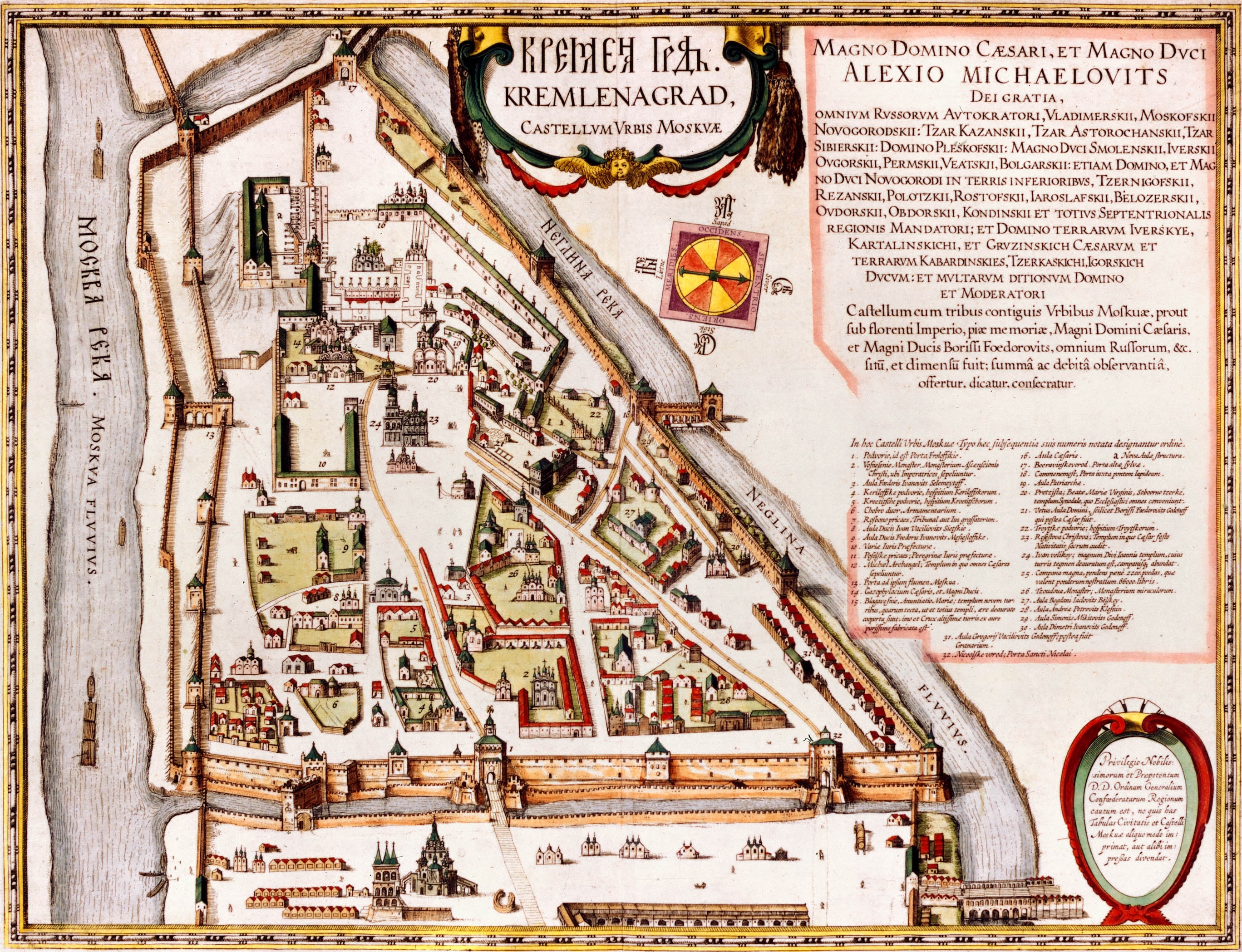
План Московского Кремля, XVII век

### Строительство
Предположительно, Благовещенская башня была построена в 1487—1488 годах, что совпадает с датами возведения других башен южной стены. В книге «Кремли России XV—XVII вв.» указано, что сооружение заложили на старинном основании белокаменной крепости XIV века. Здание представляло собой массивный прямоугольный объём, немного возвышавшийся над стенами. Оно малозаметно выступало за линию обороны крепости и являлось непроездным. Конструкция имела широкое парапетное ограждение с мерлонами в форме ласточкиных хвостов. Над нижней частью здания нависал более широкий верхний ярус, где были устроены машикули — бойницы, через которые выливали кипяток или смолу на подступавшие войска неприятеля. После окончания строительства башню дополнили деревянным шатром с бойницами на дубовых брусьях. Он защищал крепостную артиллерию и защитников города от непогоды. По некоторым данным, для предохранения стен от дождей в старину их покрывали деревянной кровлей, позднее её заменили специальные влагоустойчивые составы.
Известно, что внутри здания существовало подземелье-слух, способствовавшее предотвращению подкопа. Кроме того, перед южной стеной Кремля выстроили дополнительную стену, защищавшую основное укрепление от размыва фундамента. Напротив Благовещенской располагалась ещё одна отводная башня. Некоторые исследователи полагают, что в старину почти все кремлёвские башни, за исключением воротных и угловых, были соединены подземными переходами. Основой для этой теории послужил план Москвы 1613 года, где бойницы подобных ходов видны на протяжении всей стены. Согласно этой гипотезе сквозь Благовещенскую башню также проходил туннель, позволявший военным отрядам перемещаться в разные части крепости не только по настенным галереям.

### XVI—XVII века
Во времена правления Ивана Грозного в тайнике Благовещенской башни помещалась тюрьма. По легенде, в этот период по ложному обвинению в темницу заключили неизвестного воеводу. Он обращался за помощью с молитвой к кремлёвским святыням, в частности — к ближайшему собору Благовещения Божией Матери. В ответ на его просьбы заключённому явилась Пресвятая Дева и обещала прийти на помощь. Приободрённый узник обратился к царю за помилованием. Когда тот направил к башне отряд людей, они увидели на стене здания проявившуюся икону «Благовещения Пресвятой Богородицы». Впечатлённый чудесным происшествием, Иван Грозный освободил воеводу.  Среди известных узников темницы — русский религиозный деятель Иван Суслов, которого пытал тут князь Одоевский, „жёг его и на малом огне, и на больших кострах, вешал его на железный крюк“. Впоследствии к святыне началось паломничество и на этом месте возвели деревянную церковь.
В XVII веке в прясле стены рядом со строением соорудили специальный проход, на тот момент башня значилась проездной. В «описях ветхостей» от 1645—1647 годов эти ворота назывались Благовещенскими. Другое их название — Портомойные, потому что арку использовали кремлёвские прачки, выходившие через неё к плоту у берегов Москвы-реки для стирки белья. На склоне у воды находилась изба с хозяйственными принадлежностями. Кроме того, возле башни располагался Житный двор, где хранились запасы продовольствия. Складские помещения также служили местом сбора «государевых людей», получавших жалование хлебом.
В «Описи порух и ветхостей» 1646 года указано, что в Благовещенской башне «в верхнем бою над дверьми в двух местах разселось и над двемя окны стена разселась да две связи железные переломлены». В этом же документе сообщается, что обвалился свод тайника-слуха. В 1647 году планировалось провести ремонт сооружения, однако работы начались только в 1660-м и продлились вплоть до 1680-х годов. В описи, составленной в 1667-м, сказано: 

В ней [в Благовещенской башне] верхний мост деревянный, а своды целы; связи обе переломлены; с того мосту сходить. Из той же башни и выход к круглой башне. И в дверях свод расселся, и двери обои есть, а кровля на башне худа. В той же башне ворота портомойные. В них в кружале разселось на обеих сторонах до земли и кирпичье висит.
 Известно, что деревянный шатёр здания, неоднократно сгоравший во время городских пожаров, в 1680-х годах заменили кирпичным с декоративной дозорной вышкой и парапетом. В этот же период все повреждения конструкции и убранства устранили, а боевые макишули заложили изнутри за ненадобностью, в дальнейшем они сохранились только как декоративный элемент.

### XVIII век

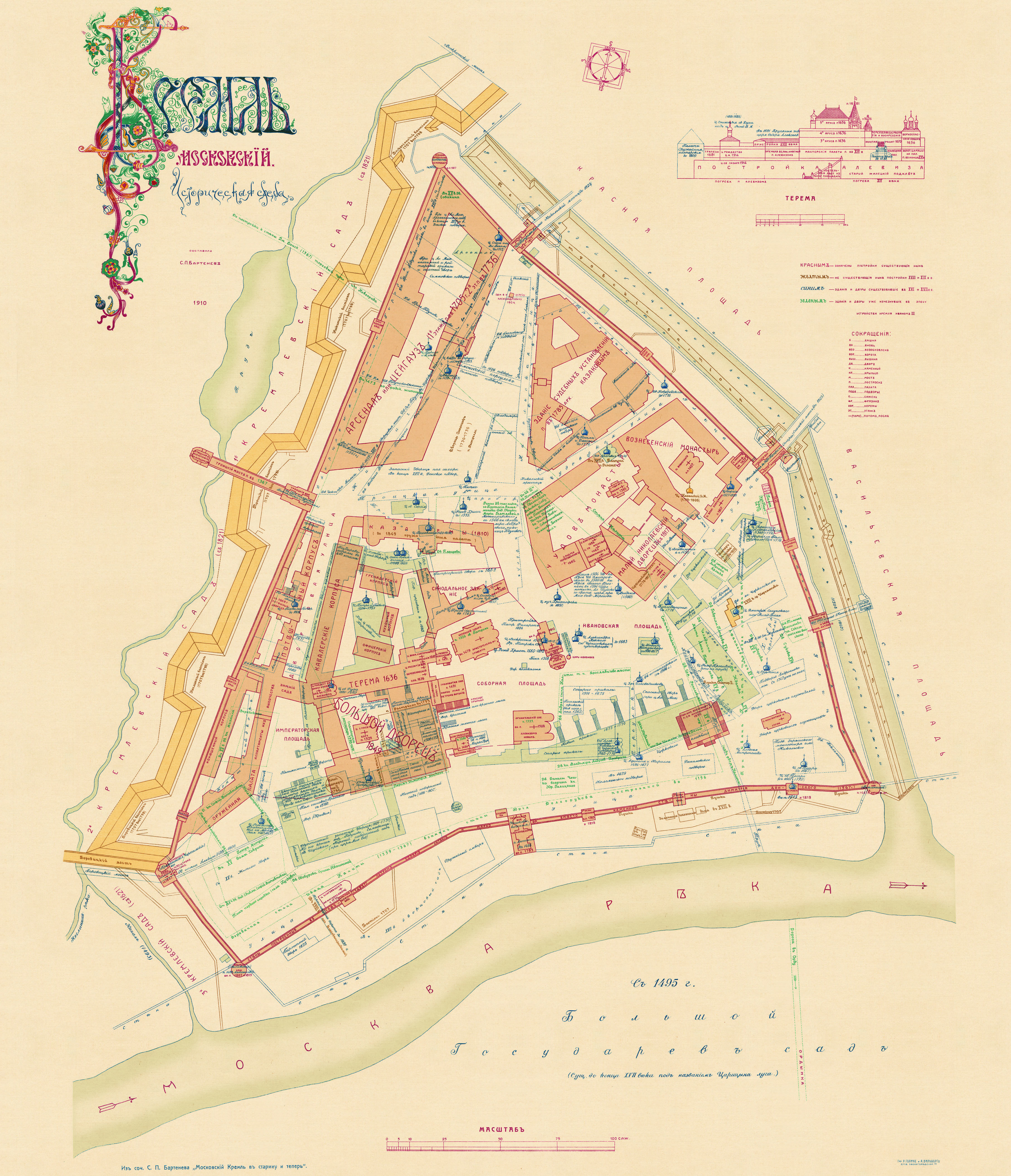
Карта Кремля с обозначением Петровских бастионов, 1910 год

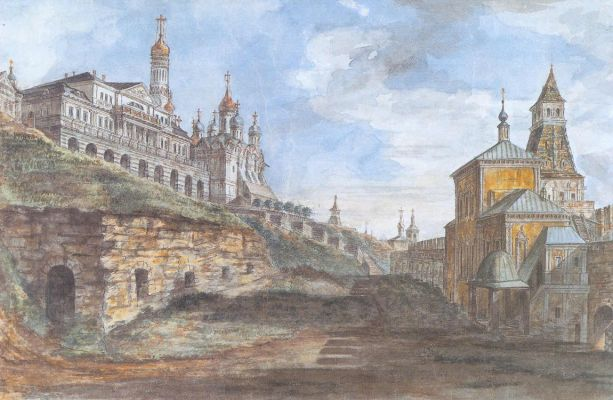
Картина Фёдора Алексеева «Вид на церковь Благовещения в Житном дворе», XIX век

В начале XVIII столетия по указу Петра I провели опись башен с указанием их размеров. В 1707—1709 годах с началом Северной войны крепостные сооружения были укреплены. Берму перед южной Кремлёвской стеной дополнили насыпным земляным бастионом, который местами обшили деревом. Бойницы Благовещенской башни расширили для более мощных орудий. После победы в Полтавском сражении надобность в земляных конструкциях отпала, однако их решили сохранить. По некоторым данным, в этот период на набережной образовалась мусорная свалка, которая просуществовала до 1795 года. После переноса столицы в Санкт-Петербург крепостные укрепления Москвы медленно ветшали. Близость Москвы-реки ускоряла процесс разрушения кирпичной кладки Благовещенской башни.
В 1731 году по велению Анны Иоанновны деревянную церковь Благовещения перестроили в камне. Строительные работы проходили под руководством архитектора Готфрида Шеделя, который подготовил проект простого четырёхскатного здания с одним куполом. Дозорную вышку сооружения реконструировали в колокольню, где размещалось семь колоколов. А флюгер на сооружении заменили крестом, который стал отличительной чертой Благовещенской башни. Среди москвичей новая церковь именовалась «Благовещенской, что на Житном дворе». Она
располагалась вплотную к кремлёвской башне так, чтобы явленная икона находилась внутри здания.
Башня пострадала во время пожара 1737 года, когда пламя повредило перекрытия между ярусами и деревянные детали здания. Однако икона «Благовещения Пресвятой Богородицы» уцелела. В 1760-м под руководством архитектора Карла Бланка планировалось восстановить строение и «исправить повреждения тем же манером», однако проект не осуществили. Известно, что крепостные сооружения обновляли к коронационным торжествам.
В 1770-х годах для возведения первого проекта Большого Кремлёвского дворца архитектор Василий Баженов по указу Екатерины II начал разбирать «городовую стену по Москве-реке от церкви Благовещения до церкви Петра Митрополита». Позднее от его задумки отказались и кирпичную кладку восстановили под руководством Карла Бланка. Императрица распорядилась «делать такие же точно и в прежнем виде и фигуре, как до сего были, не делая отметины ни на одну черту». Тем не менее из-за ошибки в расчётах у 27-го мерлона между Благовещенской и Тайницкой башнями появилась нестыковка. Прясло восстанавливали вдоль всего участка одновременно, и в этом месте стена значительно сдвинулась вбок, а также было нарушено чередование зубьев.

### XIX век

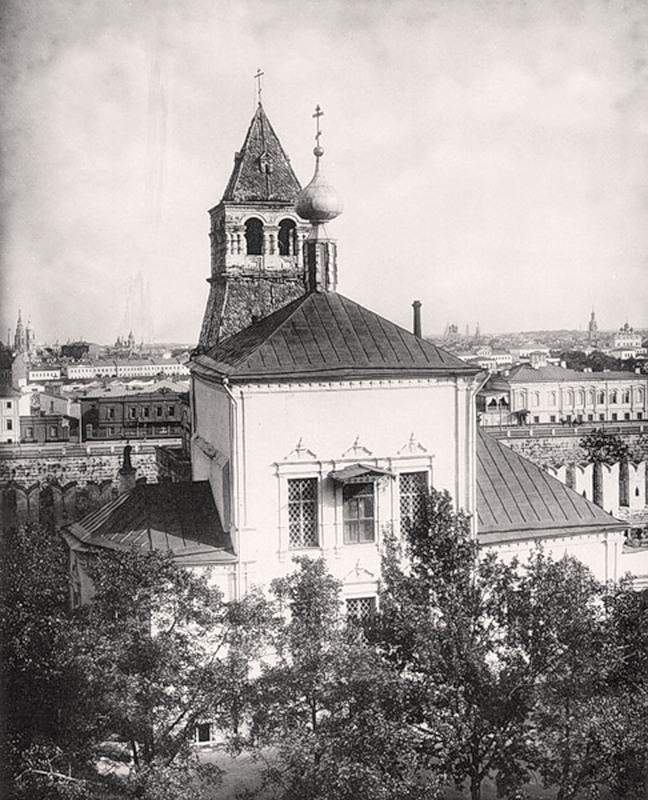
Церковь Благовещения на Житном дворе, 1883 год

Во время подготовки к коронации Александра I начальник Дворцового управления Пётр Валуев начал масштабную кампанию по очистке кремлёвских укреплений. По его свидетельствам, до этого крепость находилась в запущенном состоянии, а внутри стен «была нечистота великая». Согласно отдельным данным, именно в этот период срыли полуразрушенные Петровские бастионы, однако некоторые исследователи полагают, что их уничтожили только в 1819-м.
В 1805—1807 годах проходила ещё одна реконструкция, во время которой заменили обвалившуюся кладку и фасадную облицовку Благовещенской башни. Шатёр строения покрыли новой глазурованной черепицей, подновили флюгер и белокаменные украшения, парапеты отделали новыми плитами, а ход площадки выстелили новой лещадью — тонкими квадратными кирпичами.
К началу оккупации Москвы французами в 1812 году башня находилась в хорошем состоянии. В ходе восстановительных работ после освобождения города у южной стены крепости со стороны Москвы-реки разбили бульвар, высадили два ряда деревьев. В дальнейшем в течение века регулярно проводилось обновление башни, так как из-за близости к воде кладка постоянно подпревала. Во время этих реконструкций строение неоднократно обмеряли. Так, в 1831-м архитектор Иван Мироновский и инженер И. Рындин обследовали башню и составили смету разрушений. В том же году соорудили новые дубовые ворота для проходной арки рядом с башней. Однако во время реставрации 1832-го проезд решили заложить, так как он редко использовался. Тем не менее с внутренней части крепостной стены остались следы прежнего сооружения. Согласно другим данным, проезд ликвидировали уже в 1831 году. В 1833-м в Благовещенской башне проводился ремонт.
В 1860—1861 годах проходил новый этап реставрационных работ под руководством архитектора Петра Герасимова, который также произвёл обмеры сооружения. Были заделаны трещины, установлены новые двускатные козырьки над окнами шатра, а также восстановлен декоративный пояс ширинок в верхней части нижнего четвёрика. Через пять лет после окончания работ началась новая реконструкция, проходившая до 1867-го. Авторами проекта выступили Николай Шохин, Фёдор Рихтер, Пётр Герасимов и другие. Во время восстановления не были произведены точные измерения, однако сохранились «приблизительно верные» чертежи, разрезы и планы Благовещенской башни того времени.
В 1882-м зодчий Н. П. Смирнов под руководством Петра Герасимова произвёл ремонт осыпавшейся кладки и белокаменного цоколя. Также Герасимов впервые составил обмерные чертежи башни и прилегавших стен.
Генерал-майор Михаил Фабрициус в своей книге «Кремль в Москве» в 1883 году так описывал сооружение: 
При входе в Благовещенскую башню слева прилепилась к ней покосившаяся на сторону небольшая церковка Благовещения на Житном дворе, колокольней для которой и жильем притча служила сама башня. Пройдя узким коридором через башню и минуя лестницу слева, ведущую в церковь, мы выходим на стену...
 Также он сообщает, что набережная вдоль Москвы-реки была засажена растениями и являлась малолюдным местом.
В 1890-х годах архитектор Василий Загорский перестроил башню под церковь. Бойницы превратили в большие окна, часть парапета башни разобрали, для перехода между пряслами устроили наружные винтовые лестницы. В 1892-м в Благовещенскую башню перенесли придел святого Иоанна Милостивого, для этого пол второго яруса сооружения опустили вровень с церковным, провели отопление, а также пробили межстенные окна в «два колена» и проход. В 1896-м перед коронацией Николая II строение осмотрел на наличие порух и ветхостей архитектор Загорский.

### XX век

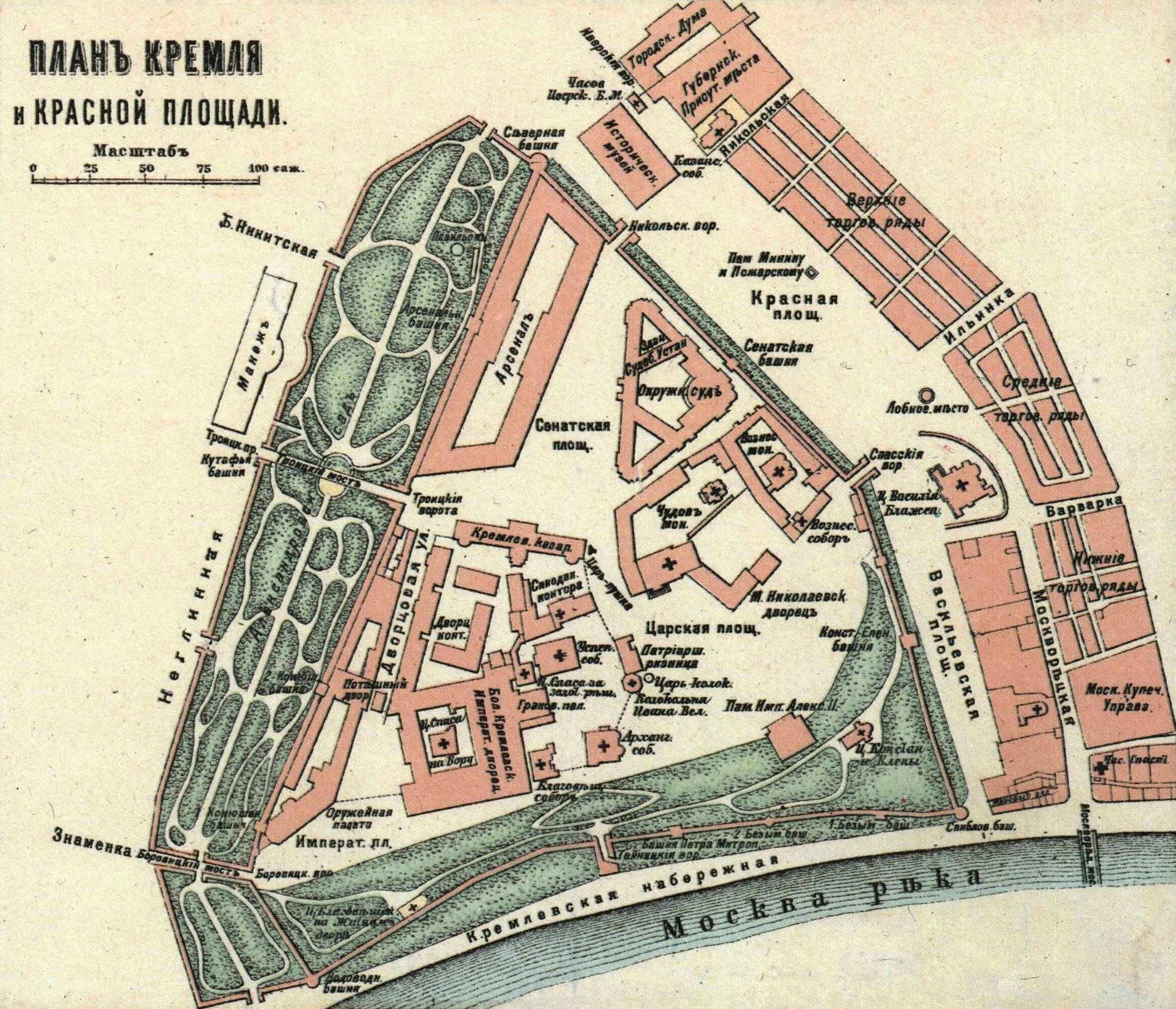
Церковь Благовещения на Житном дворе на карте Кремля, 1917 год

В начале XX века кремлёвские строения осмотрел член Императорской археологической комиссии Пётр Покрышкин. Он изучил архитектурные особенности и живопись храма Благовещения. В 1911—1915 годах архитектор Александр Иванов проводил реставрационные работы башни. В 1917-м при обстреле Кремля во время Московского вооружённого восстания южная Благовещенская башня не пострадала. В 1923 году здание обследовали Игорь Грабарь, Николай Марковников и другие. Они зафиксировали состояние исторического памятника.
Во время реставрации 1932—1933 годов под руководством архитектора Николая Виноградова башне вернули первоначальные формы. Благовещенскую церковь снесли, бойницы сузили, крест, возвышавшийся над строением, заменили флюгером. При этом явленная икона на стене башни пропала. Во время демонтажа примыкавшего храма исследователи открыли древний вид обработки фасадов, неизвестный ранее. В дальнейшем в нескольких метрах от здания обустроили конюшни.
В 1973 году на стыке восточной части башни и прясла стены прорыли шурф. Исследователи обнаружили, что фундамент у Кремлёвской стены мощнее и имеет глубину 7 метров, в то время как основание Благовещенской башни всего лишь — 4,26 метра. Под руководством архитекторов Алексея Васильевича Воробьёва и Алексея Ивановича Хамцова в 1973—1981 годах проходила очередная крупная реставрация кремлёвских укреплений. В этот период на Благовещенской башне обновили белокаменный декор, а обветшалые элементы заменили копиями, выполненными по сохранившимся образцам. С декабря 1990-го строение находится под охраной ЮНЕСКО как часть Московского Кремля — объекта всемирного культурного наследия.

## Современность

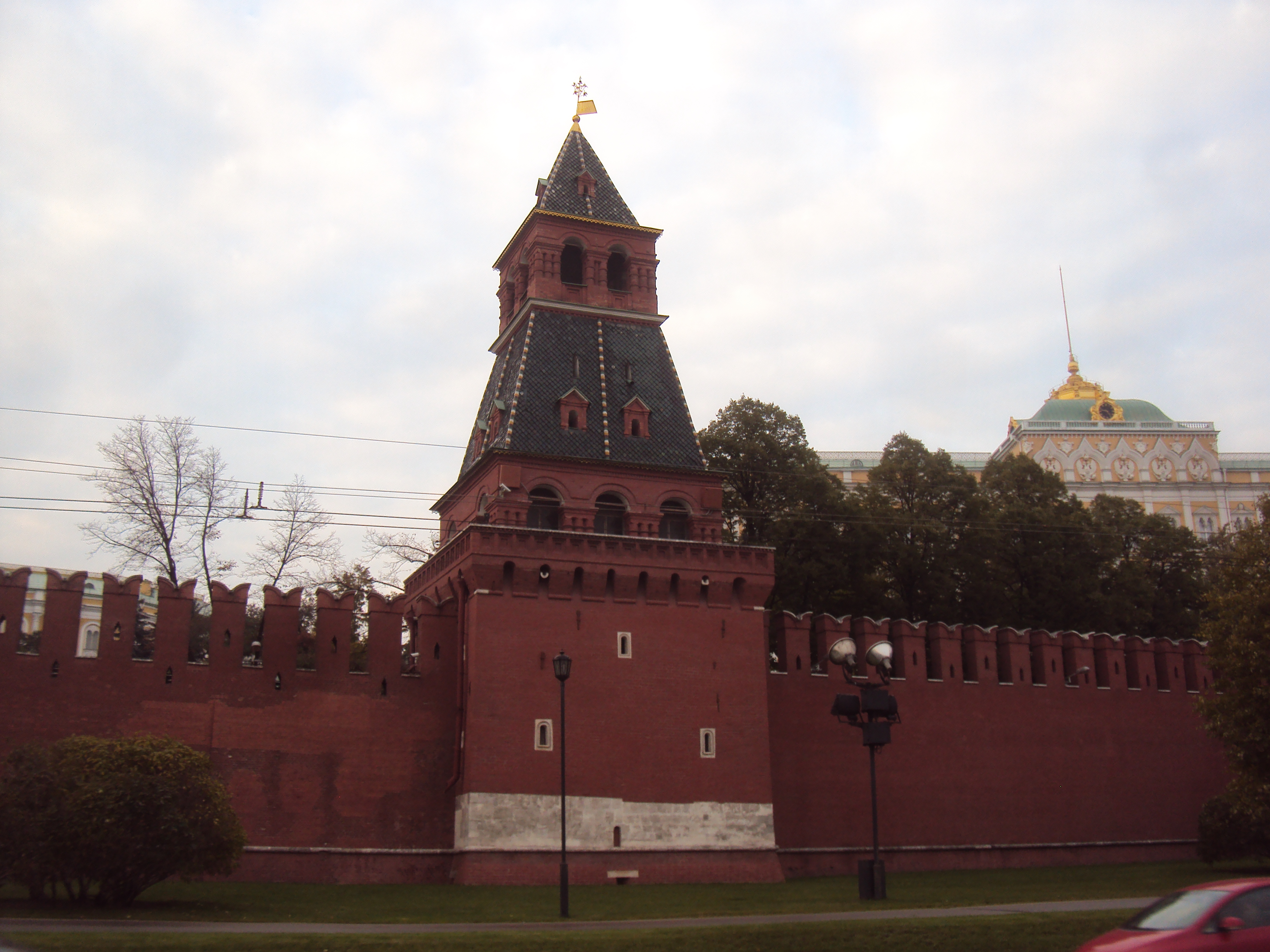
Белокаменный пояс у подножья Благовещенской башни, 2015 год

В августе 2017 года комендант Кремля Сергей Дмитриевич Хлебников рассказал, что в ближайшие годы планируется проведение очередной реконструкции крепостных укреплений. Он сообщил, что до 2020-го реставраторы рассчитывают закончить обновление стен и башен, а также их облицовки, ремонт водостоков и гидроизоляции. По состоянию на 2018 год руководитель проекта Иван Орынчук подтвердил, что восстановление крепостных укреплений предполагается завершить в срок.

## Архитектурные особенности
Высота Благовещенской башни составляет 30,7 метра, вместе с флюгером — 32,45. Нижний объём здания имеет четырёхгранную форму с прорезанными широкими окнами. Он завершается машикулями, площадкой для обороны и парапетом. Внутри он представляет собой неправильный четырёхугольник, перекрытый сомкнутым сводом с распалубком. Второй ярус башни также выполнен в форме четвёрика, он отделён от шатра плоским перекрытием, таким же образом отделяются части сооружения внутри купола. Вверху башни на открытом арочном четырёхгранном объёме возвышается усечённая пирамида шатра, оборудованная дозорной вышкой. Флюгер строения украшает веточка вербы, что отличает сооружение от других Кремлёвских башен с подобным навершием. С внутренней стороны Кремля в стене возле сооружения обустроен подъём на прясло крепости. Известно, что в старину под башней располагался глубокий подземный этаж, наполовину засыпанный позднее.